# Adam Ficek
Adam Steven Ficek, né le 8 mars 1974, est un musicien multi-instrumentiste (guitare, piano, vibraphone, accordéon, flûte, harmonica et batterie), auteur-compositeur-interprète et DJ britannique.

## Babyshambles
Adam commence sa carrière musicale comme professeur de batterie dans des écoles du Hertfordshire. Après avoir participé aux enregistrements des groupes musicaux Mains Ignition et White Sport ainsi qu'à deux albums de jazz, il rejoint en tant que batteur le groupe Babyshambles en 2005 après le départ de Gemma Clarke.
À cette époque et jusqu'en 2012, il relate ses hauts et ses bas sur son blog, où il donne un aperçu de l'industrie de la musique.
Il quitte les Babyshambles en juin 2010, remplacé brièvement par Danny Goffey, batteur de Supergrass, puis par Adam Falkner.

## Roses Kings Castles
Adam donne naissance au projet solo Roses Kings Castles lors de tournées avec les Babyshambles.
Après avoir publié plusieurs chansons sur MySpace, Adam sort son premier single, Sparkling Bootz, en avril 2008. Par la suite, il sort, le 22 septembre 2008, l'album Roses Kings Castles.
La première tournée de Roses Kings Castles passe par 19 villes à travers le Royaume-Uni en janvier 2009.
Le deuxième album, enregistré en février 2009, est sorti en mars de la même année, sous forme de cassettes en édition limitée, accompagné d'une tournée européenne.
En août 2009, Roses Kings Castles sort le maxi Apples and Engines.
Adam Ficek quitte officiellement les Babyshambles pour se consacrer à ce projet à l'été 2010.
Le deuxième véritable album, Suburban Time Bomb, sort en décembre 2010, suivi d'une tournée au Royaume-Uni, en Europe et en Asie du Sud-Est.
En 2011, Roses Kings Castles prend le nom RKC et publie un single gratuit "Here comes the summer".
Le 31 octobre 2011, RKC sort l'album British Plastic, qui contient 11 titres tous écrits par Ficek. Adam Ficek joue tous les instruments sauf la guitare, tenue par Patrick Walden, ex-membre des White Sport et des Babyshambles.

## Carrière sous son nom
En 2016, Adam Ficek annonce sa décision de sortir son cinquième album (maxi) sous son propre nom et de le réaliser grâce à un financement collaboratif. L'objectif est atteint le 7 octobre 2016. L'album Adam Ficek sort le 1er décembre 2016.